# Guerra cremonidiana
A guerra cremonidiana (em grego: Χρεμωνίδειος πόλεμος; romaniz.: Cremonídeios pólemos) foi um conflito bélico que opôs uma coligação de cidades-estado gregas contra o domínio macedónio entre 267 ou 268 e 261 a.C..
A guerra teve origem no desejo continuado de muitas cidades-estado gregas, nomeadamente Atenas e Esparta, de restaurarem a sua antiga independência, um sentimento que foi explorado pelos governantes ptolomaicos do Egito para instigar o descontentamento nos  territórios da esfera de influência dos seus rivais macedónios. As ambições de Ptolomeu II Filadelfo (r. 281–246 a.C.) no Egeu estavam ameaçadas pela marinha de Antígono II Gónatas (r. 277–239 a.C.), pelo que criou cuidadosamente uma aliança anti-macedónia na Grécia. Empenhou-se especialmente em cortejar Atenas  abastecendo-a de cereais.
A fação anti-macedónia em Atenas, liderada pelo estoico Cremónidas, tomou o poder e declarou guerra à Macedónia, possivelmente ainda no outono de 268 a.C.) No primeiro ano do conflito houve apenas confrontos de pouca importância, mas que geralmente tiveram desfechos favoráveis à coligação anti-macedónia. Após a campanha indecisiva de 266 a.C. a guerra começou a correr pior para as cidades-estado gregas e em 265 a.C. Antígono logrou infligir uma derrota decisiva e esmagadora nos arredores de Corinto, na morreu o rei de Esparta Areus I.
Com o seu principal aliado derrotado e muito débeis militarmente para enfrentarem sozinhos os Antigónidas, os atenienses pouco mais podiam fazer do que aguardar atrás das suas muralhas e esperar que os Ptolomeus conseguissem enviar auxílio antes do inevitável cerco. Porém, infelizmente para  eles, Ptolomeu Filadelfo só conseguiu preparar uma grande expedição quando Atenas já tinha sido forçada a render-se devido à fome, em 262 ou 261 a.C. De qualquer forma, provavelmente a ajuda dos egípcios de nada teria servido mesmo que tivesse ocorrido mais cedo, pois quando eles finalmente enviaram reforços para Atenas, a sua frota foi derrotada ao largo de Cós, no Egeu oriental, provavelmente em 261 a.C. Este confronto naval, conhecido como batalha de Cós, também figura na narrativa da segunda das Guerras Sírias (260–253 a.C.) e entre as várias datas alternativas em que pode ter ocorrido, a de 258 a.C. é considerada por alguns autores como muito provável.
Depois da queda de Atenas, esta cidade perdeu os seus últimos vestígios de independência pré-helenísticos e teve uma guarnição militar de tropas macedónias até 229 a.C.